# Steinar Dagur Adolfsson
Steinar Dagur Adolfsson (25 gennaio 1970) è un ex calciatore islandese, di ruolo difensore.

## Carriera

### Club
Adolfsson cominciò la carriera con la maglia del Valur, per poi giocare nel KR Reykjavík e nello ÍA Akranes. Nel 1999 passò ai norvegesi del Kongsvinger. Debuttò in squadra in data 11 aprile, quando fu titolare nella sconfitta per 2-1 contro lo Strømsgodset. Il 18 aprile dello stesso anno, segnò la prima rete per la nuova squadra, nella sconfitta per 3-2 contro il Molde. Alla fine del campionato, il Kongsvinger retrocesse, ma l'islandese rimase in squadra. Perse progressivamente il posto in squadra e si ritirò nel 2001.

### Nazionale
Adolfsson giocò 13 incontri per l'Islanda, con una rete all'attivo, tra il 1991 ed il 1999.